# Banjani (Ub)
Pour les articles homonymes, voir Banjani.
Banjani (en serbe cyrillique : Бањани) est une localité de Serbie située dans la municipalité d’Ub, district de Kolubara. Au recensement de 2011, elle comptait 1 116 habitants.
Banjani est officiellement classé parmi les villages de Serbie.

## Démographie

### Évolution historique de la population
| 1948  | 1953  | 1961  | 1971  | 1981  | 1991  | 2002  | 2011  |
| ----- | ----- | ----- | ----- | ----- | ----- | ----- | ----- |
| 1 746 | 1 762 | 1 862 | 1 640 | 1 602 | 1 431 | 1 395 | 1 116 |

|  |